# جان کوئل (بازیکن فوتبال)
جان کوئل (انگلیسی: John Cull؛ 18 November 1900 – 1964 (aged 64)) بازیکن فوتبال اهل بریتانیا بود.
از باشگاه‌هایی که در آن بازی کرده‌است می‌توان به باشگاه فوتبال استوک سیتی، باشگاه فوتبال کرو آلکساندرا، باشگاه فوتبال گیتزهد، باشگاه فوتبال کاونتری سیتی و باشگاه فوتبال شروزبری تاون اشاره کرد.